# C. J. Miles
Pour les articles homonymes, voir Miles.
Calvin Andre « C. J. » Miles, Jr., né le 18 mars 1987 à Dallas dans le Texas, est un joueur américain de basket-ball évoluant au poste d'ailier.

## Biographie

### Carrière professionnelle

#### Jazz de l'Utah (2005-2012)
En 2005, à sa sortie de son école secondaire, Miles s'engage auprès de l'Université du Texas à Austin, déclarant que s'il n'était pas sélectionné au premier tour de la draft 2005 de la NBA, il jouerait pour les Longhorns.
Finalement, le 28 juin 2005, il est sélectionné par le Jazz de l'Utah au second tour, à la 34e position de la draft 2005 de la NBA mais décide de renoncer à l'université lorsque le Jazz lui offre un contrat garanti de deux ans, équivalent à celui d'un joueur de premier tour. À l'âge de 18 ans, il devient le plus jeune joueur du Jazz dans l'histoire de l'équipe.
Au cours de la saison 2005-2006, entre le 4 janvier et le 3 février 2006, le Jazz envoie Miles aux Thunderbirds d'Albuquerque en D-League, la ligue de développement de la NBA, afin de lui permettre d'acquérir plus d'expérience.
Après avoir disputé 21 matches au cours de la saison 2006-2007 de la NBA, il est de nouveau affecté par le Jazz en D-League, entre le 11 janvier et le 26 janvier 2007, cette fois au Stampede de l'Idaho.
Miles est connu comme étant l’objet de l’une des interviews les plus mémorables de la saison 2006-2007 en NBA, où l’entraîneur Jerry Sloan a déclaré : "Je me moque de savoir s’il a 19 ou 30 ans. S'il est sur le terrain en NBA, il doit être capable de monter son niveau. Nous ne pouvons pas lui mettre des couches une nuit et un jockstrap la nuit suivante. C'est comme ça.". Miles était à l'époque le plus jeune joueur de l'effectif du Jazz.
D'année en année, il voit son temps de jeu dans l'Utah augmenter, laissant apprécier de belles dispositions offensives.
Le 18 juillet 2008, Miles signe une promesse de contrat de 14,8 millions d'euros sur 4 ans avec le Thunder d'Oklahoma City. Comme il est un agent libre restrictif, le Jazz a sept jours pour décider de s’aligner sur l’offre ou non. Le 25 juillet, ils s'alignent sur l'offre du Thunder, obligeant Miles à rester dans l'Utah.
Au début de la saison NBA 2010-2011, Miles se voit confier le rôle de sixième homme du Jazz. Le 20 novembre 2010, il bat son record de paniers à trois points avec sept tirs marqués. Le 16 mars 2011, Miles marque 40 points, son record en carrière, contre les Timberwolves du Minnesota.
Le 29 juin 2011, le Jazz active son option d'équipe sur le contrat de Miles, le conservant pour la saison 2011-2012.
Le 1er juillet 2012, il devient agent libre et peut s'engager où il le souhaite.

#### Cavaliers de Cleveland (2012-2014)
Le 8 août 2012, Miles signe un contrat de deux ans avec les Cavaliers de Cleveland.
Le 7 janvier 2014, Miles bat son record de tirs à points en rentrant 10 tirs dans la victoire 111 à 93 contre les 76ers de Philadelphie.
Le 1er juillet 2014, il devient agent libre et peut s'engager où il le souhaite.

#### Pacers de l'Indiana (2014–2017)
Le 11 juillet 2014, Miles signe un contrat de 18 millions de dollars sur quatre ans avec les Pacers de l'Indiana.
Le 24 novembre 2015, il réalise son meilleur match avec les Pacers, marquant 32 points à 10 sur 16 aux tirs dans la victoire 123 à 106 contre les Wizards de Washington.
Le 30 mai 2017, il décide de faire une croix sur son option de joueur sur son contrat initial de quatre ans.
Le 1er juillet 2017, il devient agent libre et peut s'engager où il le souhaite.

#### Raptors de Toronto (2017-2019)
Le 18 juillet 2017, Miles signe un contrat de 25 millions de dollars sur trois ans avec les Raptors de Toronto.
Le 19 octobre 2017, pour ses débuts avec les Raptors lors du match d'ouverture de la saison NBA 2017-2018, Miles marques 22 points dans la victoire 117 à 100 contre les Bulls de Chicago ; il marque 6 tirs à trois points sur 9 tentés et prend 5 rebonds.

#### Grizzlies de Memphis (2019)
Le 7 février 2019, Miles est transféré, avec Jonas Valančiūnas, Delon Wright et un second tour de draft 2024 aux Grizzlies de Memphis, en échange de Marc Gasol.
Le 13 mars 2019, il réalise son meilleur match avec les Grizzlies en marquant 33 points à 11 sur 16 aux tirs (dont 8 sur 12 à trois points) contre les Hawks d'Atlanta.
Le 20 mars 2019, à la suite de douleurs au pied gauche, il passe une IRM qui révèle une fracture de fatigue du pied gauche et met un terme à sa saison 2018-2019.
Le 12 avril 2019, il ne teste pas le marché et active son option de joueur sur son contrat afin de le mener à son terme jusqu'à la fin de saison 2019-2020.

#### Wizards de Washington (2019)
Le 6 juillet 2019, Miles est transféré aux Wizards de Washington contre Dwight Howard.
Le 26 juillet 2019, à la suite de sa fracture de fatigue du pied gauche, il décide se faire opérer ce qui entraîne une convalescence d'au moins six semaines.
Le 12 janvier 2020, il est coupé par les Wizards de Washington, deux mois après s'être fait une blessure au poignet dont il ne s'est toujours pas remis.

#### Celtics de Boston (2021)
En décembre 2021, après presque deux ans d'inactivité, et alors qu'il venait de s'engager avec l'équipe NBA G League Ignite, il signe un contrat de 10 jours en faveur des Celtics de Boston. Il joue une rencontre et ne marque aucun point.

## Statistiques

### Saison régulière
| Saison    | Équipe     | Matchs | Titul. | Min./m | % Tir | % 3pts | % LF | Rbds/m. | Pass/m. | Int/m. | Ctr/m. | Pts/m. |
| --------- | ---------- | ------ | ------ | ------ | ----- | ------ | ---- | ------- | ------- | ------ | ------ | ------ |
| 2005-2006 | Utah       | 23     | 0      | 8,8    | 36,8  | 25,0   | 75,0 | 1,65    | 0,70    | 0,30   | 0,09   | 3,43   |
| 2006-2007 | Utah       | 37     | 13     | 10,1   | 34,5  | 21,9   | 60,9 | 0,95    | 0,68    | 0,30   | 0,11   | 2,73   |
| 2007-2008 | Utah       | 60     | 13     | 11,5   | 47,9  | 39,0   | 78,8 | 1,30    | 0,88    | 0,53   | 0,13   | 4,95   |
| 2008-2009 | Utah       | 72     | 72     | 22,5   | 45,9  | 35,2   | 87,6 | 2,32    | 1,49    | 0,64   | 0,21   | 9,12   |
| 2009-2010 | Utah       | 63     | 28     | 23,8   | 42,9  | 34,1   | 69,5 | 2,67    | 1,67    | 0,92   | 0,27   | 9,87   |
| 2010-2011 | Utah       | 78     | 19     | 25,2   | 40,7  | 32,2   | 81,1 | 3,27    | 1,73    | 0,95   | 0,49   | 12,82  |
| 2011-2012 | Utah       | 56     | 14     | 20,4   | 38,1  | 30,7   | 79,4 | 2,07    | 1,23    | 0,82   | 0,32   | 9,07   |
| 2012-2013 | Cleveland  | 65     | 13     | 21,0   | 41,5  | 38,4   | 86,9 | 2,68    | 0,97    | 0,75   | 0,26   | 11,22  |
| 2013-2014 | Cleveland  | 51     | 34     | 19,3   | 43,5  | 39,3   | 85,3 | 2,02    | 1,02    | 0,90   | 0,29   | 9,86   |
| 2014-2015 | Indiana    | 70     | 40     | 26,3   | 39,8  | 34,5   | 80,7 | 3,06    | 1,07    | 0,86   | 0,37   | 13,46  |
| 2015-2016 | Indiana    | 64     | 24     | 22,9   | 40,9  | 36,7   | 75,0 | 2,73    | 0,98    | 0,83   | 0,45   | 11,77  |
| 2016-2017 | Indiana    | 76     | 29     | 23,4   | 43,4  | 41,3   | 90,3 | 3,01    | 0,63    | 0,61   | 0,33   | 10,72  |
| 2017-2018 | Toronto    | 70     | 3      | 19,1   | 37,9  | 36,1   | 83,5 | 2,17    | 0,79    | 0,53   | 0,30   | 9,99   |
| 2018-2019 | Toronto    | 40     | 1      | 14,1   | 34,0  | 31,4   | 79,5 | 1,70    | 0,55    | 0,45   | 0,25   | 5,45   |
| 2018-2019 | Memphis    | 13     | 0      | 22,6   | 40,0  | 36,4   | 92,9 | 2,08    | 1,08    | 0,62   | 0,38   | 9,31   |
| 2019-2020 | Washington | 10     | 0      | 16,1   | 32,2  | 31,4   | 75,0 | 1,20    | 1,20    | 1,00   | 0,40   | 6,40   |
| Carrière  | Carrière   | 848    | 303    | 20,4   | 41,1  | 35,8   | 80,9 | 2,37    | 1,08    | 0,71   | 0,30   | 9,56   |

### Playoffs
| Saison   | Équipe   | Matchs | Titul. | Min./m | % Tir | % 3pts | % LF  | Rbds/m. | Pass/m. | Int/m. | Ctr/m. | Pts/m. |
| -------- | -------- | ------ | ------ | ------ | ----- | ------ | ----- | ------- | ------- | ------ | ------ | ------ |
| 2007     | Utah     | 1      | 0      | 2,8    | 0,0   | 0,0    | 50,0  | 0,00    | 0,00    | 0,00   | 0,00   | 1,00   |
| 2008     | Utah     | 7      | 0      | 3,8    | 35,7  | 25,0   | 0,0   | 0,71    | 0,00    | 0,29   | 0,00   | 1,71   |
| 2009     | Utah     | 5      | 0      | 11,7   | 30,0  | 25,0   | 75,0  | 1,40    | 0,20    | 0,40   | 0,20   | 3,40   |
| 2010     | Utah     | 10     | 10     | 33,6   | 44,3  | 32,6   | 89,7  | 2,50    | 2,80    | 0,60   | 0,60   | 14,40  |
| 2016     | Indiana  | 7      | 0      | 13,1   | 26,3  | 10,0   | 66,7  | 3,43    | 0,57    | 0,14   | 0,14   | 3,43   |
| 2017     | Indiana  | 4      | 2      | 20,5   | 45,8  | 31,2   | 100,0 | 2,00    | 0,25    | 0,50   | 0,25   | 7,25   |
| 2018     | Toronto  | 10     | 1      | 22,7   | 45,1  | 42,2   | 81,2  | 2,40    | 0,80    | 0,70   | 0,30   | 9,60   |
| Carrière | Carrière | 44     | 13     | 18,8   | 40,7  | 31,5   | 84,8  | 2,11    | 0,95    | 0,45   | 0,27   | 7,34   |

## Records en NBA
Les records personnels de C. J. Miles, officiellement recensés par la NBA sont les suivants :
| Type de statistique        | Saison régulière | Saison régulière                               | Saison régulière                | Playoffs | Playoffs                                    | Playoffs                    |
| Type de statistique        | Record           | Adversaire                                     | Date                            | Record   | Adversaire                                  | Date                        |
| -------------------------- | ---------------- | ---------------------------------------------- | ------------------------------- | -------- | ------------------------------------------- | --------------------------- |
| Points                     | 40               | Timberwolves du Minnesota                      | 16 mars 2011                    | 21       | Nuggets de Denver                           | 25 avril 2010               |
| Paniers marqués            | 14               | Timberwolves du Minnesota                      | 16 mars 2011                    | 8        | Nuggets de Denver                           | 25 avril 2010               |
| Paniers tentés             | 22               | 3 fois                                         |                                 | 15       | Nuggets de Denver @ Lakers de Los Angeles   | 25 avril 2010 4 mai 2010    |
| Paniers à 3 points réussis | 10               | Sixers de Philadelphie                         | 7 janvier 2014                  | 4        | Wizards de Washington                       | 14 avril 2018 17 avril 2018 |
| Paniers à 3 points tentés  | 14               | Sixers de Philadelphie Clippers de Los Angeles | 7 janvier 2014 10 décembre 2014 | 7        | 5 fois                                      |                             |
| Lancers francs réussis     | 11               | @ Mavericks de Dallas                          | 23 février 2011                 | 7        | @ Nuggets de Denver @ Lakers de Los Angeles | 17 avril 2010 2 mai 2010    |
| Lancers francs tentés      | 12               | @ Mavericks de Dallas                          | 23 février 2011                 | 8        | @ Lakers de Los Angeles                     | 2 mai 2015                  |
| Rebonds offensifs          | 4                | @ Wizards de Washington                        | 12 novembre 2008                | 2        | 5 fois                                      |                             |
| Rebonds défensifs          | 10               | Thunder d'Oklahoma City                        | 12 avril 2015                   | 6        | @ Raptors de Toronto                        | 16 avril 2016               |
| Rebonds totaux             | 10               | @ Spurs de San Antonio Thunder d'Oklahoma City | 21 novembre 2008 12 avril 2015  | 7        | @ Raptors de Toronto                        | 16 avril 2016               |
| Passes décisives           | 6                | 3 fois                                         |                                 | 6        | @ Nuggets de Denver @ Lakers de Los Angeles | 19 avril 2010 4 mai 2010    |
| Interceptions              | 5                | @ Rockets de Houston                           | 19 janvier 2015                 | 3        | @ Lakers de Los Angeles                     | 4 mai 2010                  |
| Contres                    | 3                | 5 fois                                         |                                 | 3        | Lakers de Los Angeles                       | 10 mai 2010                 |
| Balles perdues             | 5                | 4 fois                                         |                                 | 5        | Nuggets de Denver                           | 25 avril 2010               |
| Minutes jouées             | 50               | @ Hawks d'Atlanta                              | 25 mars 2012                    | 41       | @ Lakers de Los Angeles                     | 2 mai 2010 4 mai 2010       |

- Double-double : 2 (au 11/04/2019)
- Triple-double : aucun.

## Palmarès
- First-team Parade All-American (2005)
- McDonald's All-American (2005)
- Texas Mr. Basketball (2005)